# Арден (Делавер)
Арден (англ. Arden) — селище (англ. village) в окрузі Нью-Касл штату Делавер США. Населення — 439 осіб (2010).

## Географія
Арден розташований за координатами 39°48′41″ пн. ш. 75°29′19″ зх. д. / 39.81139° пн. ш. 75.48861° зх. д. (39.811251, -75.488609).  За даними Бюро перепису населення США в 2010 році селище мало площу 0,67 км², уся площа — суходіл.

## Демографія
Згідно з переписом 2010 року, у селищі мешкало 439 осіб у 221 домогосподарстві у складі 108 родин. Густота населення становила 654 особи/км².  Було 243 помешкання (362/км²).
Расовий склад населення:
| - 96,8 % — білих - 1,1 % — чорних або афроамериканців - 0,5 % — корінних американців - 0,2 % — азіатів - 0,5 % — осіб інших рас |

Частка іспаномовних становила 0,9 % від усіх жителів.
За віковим діапазоном населення розподілялося таким чином: 14,4 % — особи молодші 18 років, 66,5 % — особи у віці 18—64 років, 19,1 % — особи у віці 65 років та старші. Медіана віку мешканця становила 52,2 року. На 100 осіб жіночої статі у селищі припадало 80,7 чоловіків;  на 100 жінок у віці від 18 років та старших — 86,1 чоловіків також старших 18 років.
Середній дохід на одне домашнє господарство  становив 103 708 доларів США (медіана — 80 278), а середній дохід на одну сім'ю — 125 965 доларів (медіана — 92 188). За межею бідності перебувало 1,5 % осіб, у тому числі 0,0 % дітей у віці до 18 років та 4,0 % осіб у віці 65 років та старших.
Цивільне працевлаштоване населення становило 311 осіб. Основні галузі зайнятості: освіта, охорона здоров'я та соціальна допомога — 26,0 %, науковці, спеціалісти, менеджери — 17,0 %, роздрібна торгівля — 14,1 %, мистецтво, розваги та відпочинок — 11,9 %.